# Vřesovcovité

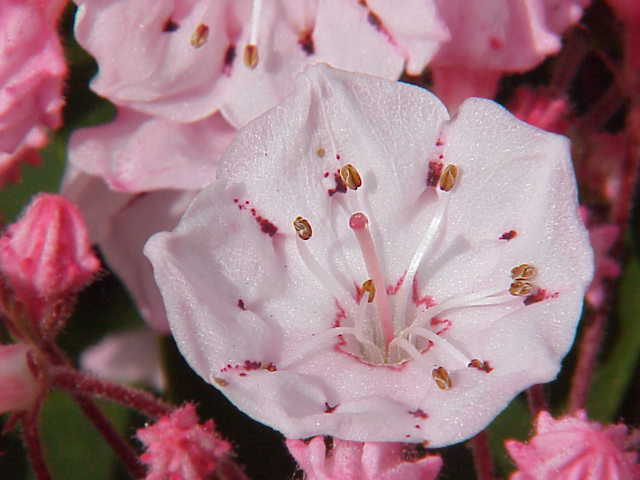
Pravidelný květ Kalmia latifolia

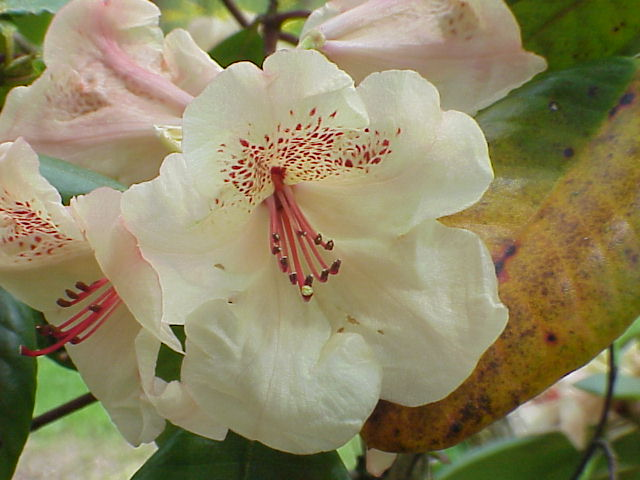
Lehce souměrný květ pěnišníku Rhododendron x campylocarpum

Vřesovcovité (Ericaceae) je čeleď vyšších dvouděložných rostlin z řádu vřesovcotvaré (Ericales). Zahrnuje dřeviny i byliny s jednoduchými listy a pětičetnými květy se srostlými korunními lístky. Jsou rozšířeny téměř po celém světě. V České republice se vyskytuje celkem 13 rodů, mezi nejběžnější zástupce náleží vřesovec pleťový, vřes obecný a brusnice borůvka.

## Popis
Čeleď je velmi různorodá, zahrnuje stálezelené nebo řidčeji opadavé keře, polokeře, liány i epifyty, v některých případech i stromy a parazitické nezelené byliny. Odění je z jednoduchých, větvených, štítkovitých nebo žlaznatých, avšak nikoliv hvězdovitých chlupů. Listy jsou nejčastěji střídavé, řidčeji vstřícné nebo přeslenité, jednoduché, celokrajné nebo zubaté.
Žilnatina je zpeřená a často paralelní nebo dlanitá. U parazitických rodů jsou listy redukované.
Květy jsou většinou oboupohlavné, pětičetné, pravidelné nebo poněkud souměrné, obvykle víceméně převislé. Kalich je volný nebo poněkud srostlý, korunní lístky jsou srostlé. U některých větrosprašných zástupců je okvětí redukováno v počtu. Tyčinky jsou volné nebo přirostlé ke koruně, v počtu nejčastěji 8 až 10, u některých zástupců jen 2 nebo 3. Semeník je svrchní až spodní, srostlý ze 2 až 10 plodolistů, s 1 až mnoha vajíčky v každém plodolistu a jedinou čnělkou. Placentace je parietální. Plodem je tobolka, bobule nebo peckovice.

## Výskyt
Vřesovcovité rostou na celé škále stanovišť, všeobecně však preferují výslunná stanoviště na chudých kyselých půdách. Jedna část zástupců jsou tvrdolisté keře subtropického klimatu, zvláště ve Středomoří a jižní Africe. Další jsou drobnolisté keříky typické pro rašeliniště a vřesoviště, další ekologickou skupinou jsou keře a stromy tropických horských mlžných lesů.
Největší rody jsou pěnišník (Rhododendron, asi 800 druhů), vřesovec (Erica, asi 600 druhů), brusnice (Vaccinium, 400 druhů), libavka (Gaultheria, 150 druhů), bělovlas (Leucopogon, 140 druhů) a Cavendishia (100 druhů).
V České republice rostou zástupci rodů vřesovec (Erica), brusnice (Vaccinium), klikva (Oxycoccum), hruštička (Pyrola), hnilák (Monotropa), šicha (Empetrum), jedním druhem jsou zastoupeny rody vřes (Calluna), rojovník (Rhododendron, dříve Ledum), kyhanka (Andromeda), medvědice (Arctostaphylos), jednokvítek (Moneses), zimozelen (Chimaphila) a hruštice (Orthilia). V jižní Evropě je dále zastoupen rod planika (Arbutus) a brukentálie klasnatá (Erica spiculifolia), v severní a západní Evropě rody kasiope (Cassiope), lýkoveček (Chamaedaphne), dabécie (Daboecia), skalenka (Loiseleuria) a fylodoce (Phyllodoce).

## Taxonomie
Do čeledi vřesovcovité byly v současném pojetí vřazeny dřívější čeledi šichovité (Empetraceae), hnilákovité (Monotropaceae), hruštičkovité (Pyrolaceae), Epacridaceae a někdy rozlišované brusnicovité (Vacciniaceae).
Při molekulárních studiích bylo totiž zjištěno, že čeleď vřesovcovité, jak byla dosud chápána, je parafyletická. Bazální větví čeledi je rod Enkianthus.
Většina vřesovcovitých, kromě Monotropaceae, Prionotaceae a Pyrolaceae, využívá erikoidní mykorhizu. Tento symbiotický vztah s houbou žijící v půdě je považován za klíčový pro úspěch příslušníků čeledi a je spojencem v náročném prostředí na celém světě.
V současné taxonomii je čeleď členěna na 9 podčeledí:
- Enkianthoideae – 16 druhů v rodu Enkianthus, východní Asie
- Pyroloideae – asi 40 druhů ve 4 rodech, mírné oblasti severní polokoule
- Monotropoideae – 15 druhů v 10 rodech, mírné oblasti severní polokoule
- Arbutoideae – asi 6 rodů a 80 druhů, mírné a subtropické oblasti severní polokoule
- Cassiopoideae – 12 druhů v rodu Casiiopea, severní boreální oblasti
- Ericoideae – asi 1800 druhů v 19 rodech, téměř kosmopolitní, nejvíce druhů v jižní Africe a jv. Asii
- Harrimanelloideae – 2 druhy rodu Harrimanella, severní boreální oblasti
- Styphelioideae – asi 550 druhů v 35 rodech, australská oblast, jv. Asie a Chile
- Vaccinioideae – asi 1600 druhů v asi 50 rodech, téměř kosmopolitní, málo zastoupena v Africe

## Obsahové látky
- glykosidy – fenolové glykosidy typu arbutinu, pyrosidu a rhododendrinu.
- jiné látky – flavonoidy, terpeny (iridoidy, seskviterpeny, diterpeny a triterpenické kyseliny, třísloviny a leukoantokyaniny.[5]

## Význam
Pěnišníky náleží mezi ceněné okrasné dřeviny. Dále jsou pěstovány zejména rody vřesovec (Erica), libavka (Gaultheria), pieris (Pieris), enkiantus (Enkianthus) aj. Hospodářsky jsou významné zejména plody rodu brusnice (Vaccinium) – borůvky a brusinky.

## Zástupci
- agapetes (Agapetes)
- bělovlas (Leucopogon)
- borůvkovec (Gaylussacia)
- brukentálie (Bruckenthalia, syn. Erica)
- brusnice (Vaccinium)
- bryant (Bryanthus)
- dabécie (Daboecia)
- datyně (Enkianthus)
- epakris (Epacris)
- fylodoce (Phyllodoce)
- hnilák (Monotropa)
- hruštice (Orthilia)
- hruštička (Pyrola)
- jednokvítek (Moneses)
- kasiope (Cassiope)
- klikva (Oxycoccus)
- kyhanka (Andromeda)
- kysloun (Oxydendrum)
- libavka (Gaultheria)
- lýkoveček (Chamaedaphne)
- lyonie (Lyonia)
- lysolístek (Leiophyllum)
- mamota (Kalmia)
- medvědice (Arctostaphylos)
- menziesie (Menziesia)
- pěnišníček (Rhodothamnus)
- pěnišník (Rhododendron)
- pieris (Pieris)
- planika (Arbutus)
- polárníček (Arctous)
- pozemník (Epigaea)
- rojovník (Rhododendron, dříve Ledum)
- skalenka (Louseleuria)
- šicha (Empetrum)
- trojplátečka (Eliottia)
- vřes (Calluna)
- vřesovec (Erica)
- zenobie (Zenobia)
- zimozelen (Chimaphila)[6]

## Přehled rodů
Acrothamnus,
Acrotriche,
Agapetes,
Agarista,
Agiortia,
Allotropa,
Andersonia,
Andromeda,
Androstoma,
Aniserica,
Anthopteropsis,
Anthopterus,
Arbutus,
Archeria,
Arctostaphylos,
Arctous,
Astroloma,
Bejaria,
Brachyloma,
Bryanthus,
Calluna,
Cassiope (vč. Harrimanella),
Cavendishia,
Ceratiola,
Ceratostema,
Chamaedaphne,
Cheilotheca,
Chimaphila,
Coleanthera,
Comarostaphylis,
Conostephium,
Corema,
Cosmelia,
Costera,
Craibiodendron,
Croninia,
Cyathodes,
Cyathopsis,
Daboecia,
Decatoca,
Demosthenesia,
Didonica,
Dielsiodoxa,
Dimorphanthera,
Diogenesia,
Diplycosia,
Disterigma,
Dracophyllum,
Elliottia (vč. Botryostege),
Empetrum,
Enkianthus,
Epacris (vč. Rupicola),
Epigaea,
Eremotropa,
Erica (vč. Acrostemon, Anomalanthus, Coccosperma, Codonostigma, Eremia, Eremiella, Grisebachia, Lepterica, Nagelocarpus, Platycalyx, Scyphogyne, Sympieza, Thoracosperma),
Eubotryoides,
Eubotrys,
Gaultheria,
Gaylussacia,
Gonocalyx,
Hemitomes,
Kalmia (vč. Loiseleuria),
Kalmiopsis,
Lateropora,
Lebetanthus,
Ledothamnus,
Leptecophylla,
Leucopogon (vč. Choristemon),
Leucothoe,
Lissanthe,
Lyonia,
Lysinema,
Macleania,
Melichrus,
Moneses,
Monotoca,
Monotropa,
Monotropastrum,
Monotropsis,
Montitega,
Mycerinus,
Needhamiella,
Notopora,
Oligarrhena,
Oreanthes,
Ornithostaphylos,
Orthaea,
Orthilia,
Oxydendrum,
Paphia,
Pellegrinia,
Pentachondra,
Periclesia,
Phyllodoce,
Phyllothamnus,
Pieris,
Pityopus,
Planocarpa,
Pleuricospora,
Plutarchia,
Polyclita,
Prionotes,
Psammisia,
Pterospora,
Pyrola,
Rhododendron (vč. Diplarche, Menziesia, Therorhodion),
Rhodothamnus,
Richea,
Rigiolepis,
Rusbya,
Sarcodes,
Satyria,
Semiramisia,
Siphonandra,
Sphenotoma,
Sphyrospermum,
Sprengelia,
Styphelia,
Tepuia,
Themistoclesia,
Thibaudia (vč. Calopteryx),
Trochocarpa,
Utleya,
Vaccinium (vč. Malea, Oxycoccus, Symphysia)
Woollsia,
Xylococcus,
Zenobia